# نیکولاس اسنسیو
نیکولاس اسنسیو (اسپانیایی: Nicolás Asencio‎؛ زادهٔ ۲۶ آوریل ۱۹۷۵) یک بازیکن فوتبال اهل اکوادور است.

## تیم ملی
وی همچنین در تیم ملی فوتبال اکوادور بازی کرده است.